# Brandalley
Brandalley est une marque française de commerce en ligne, créée en juin 2005. Elle est spécialisée dans la vente de vêtements et accessoires de mode. 
La marque est exploitée par la société Brandalley France depuis fin 2019.

## Histoire
Brandalley est fondé en 2005 par Sven Lung, rejoint la même année par Antoine Leloup, avec une offre centrée sur l'habillement et les accessoires vestimentaires. La boutique en ligne propose 2 000 articles d’une soixantaine de marques[réf. à confirmer].
À sa création, le site reçoit un financement de Banexi Ventures. En avril 2007, A Plus Finance et CDC Entreprises investissent aussi dans Brandalley, qui « n’a pas encore atteint l’équilibre financier au bout de deux ans d’exploitation ». À cette date, Brandalley obtient 5 millions d’euros auprès de ces trois investisseurs et comporte 45 salariés.
Brandalley conclut un accord de coentreprise avec le groupe de Rupert Murdoch News-Corporation, ce qui aboutit à l'ouverture de brandalley.co.uk.
Fin 2009 également, Brandalley lance sa Marketplace, avec la marque de lingerie Rosy.
En janvier 2010, le site inaugure une agence de voyages en ligne, avec des ventes flash deux fois par semaine. Début 2010, Brandalley lance une application iPhone.
En décembre 2011, à l'occasion du Téléthon, la marque de Beyonce House of Deréon et BrandAlley s'associent pour une vente privée exclusive au profit de l'association. L’e-commerçant organise aussi des ventes privées en faveur de la Croix-Rouge française. 
Selon Sven Lung, fondateur Brandalley, la société termine l’année 2011 avec un chiffre d'affaires dépassant les 100 millions d’euros. À cette même période, le fondateur de Brandalley Sven Lung quitte ses fonctions de président, « débarqué après plusieurs mois de désaccords avec les actionnaires du site marchand de mode » d'après journaldunet.com, qui précise que la société correspond à « un chiffre d'affaires de 80 millions d'euros en 2011, pour 8 millions d'euros de pertes ». Sven Lung est remplacé par Antoine Leloup qui en était le directeur général depuis le lancement en 2005.
En juin 2013, Antoine Leloup cède la présidence à Marc Heller.
Le 8 avril 2015 la société Private Outlet est placée en liquidation judiciaire
En mai 2014, le Groupe Andrino (actionnaire du site internet de vente privée Private Outlet) rachète le site Brandalley, avec Cyril Andrino en tant que président directeur général.
En décembre 2015 le holding fait l'objet d'une procédure de sauvegarde et un plan est signé en juin 2016,.
En mai 2017, Sven Lung, fondateur de Brandalley, porte plainte contre ses anciens actionnaires A Plus Finance, Kreaxi (ex-Banexi Ventures) et Bpifrance. En effet, selon Le Monde, « Sven Lung, brutalement évincé de sa société fin 2011, estime que ses droits actionnariaux ont été violés, et conteste les conditions de la vente de sa société en 2014 ».
En septembre 2017, Brandalley se dote d'une place du marché Mirakl
Le 12 juin 2019 Universal Jobber est placé en redressement judiciaire ainsi que la société Andrino.
Le 16 juillet 2019, la direction de la société Brandalley est confié à Paul-Henry Ceccillon.
Le 4 septembre 2019, la société Brandalley est placée en redressement judiciaire.
Le 13 septembre 2019 l'administrateur judiciaire publie une recherche de repreneur pour Andrino, Brandalley et Universal Jobber avec une date butoir au 4 octobre 2019.
Le 10 décembre 2019 la société est mise en liquidation judiciaire et cédée à sa filiale anglaise.
Le 14 novembre 2019 est créée la société Brandalley France sans lien juridique ou financier avec la précédente, dirigée par Robert Feldmann depuis février 2020.

## Informations économiques
(août 2018).
Selon Cyril Andrino, propriétaire de la société en 2014, la société est distribuée en France, en Allemagne, en Italie, aux Pays-Bas ainsi qu'en Espagne. 
Selon Cyril Andrino dans une déclaration du 16 juin 2015, Brandalley estime (en 2015) le chiffre d'affaires à 150 millions d'euros. Le site emarketerz, dans son classement de 2015 d'après le chiffre d'affaires, situe Brandalley à la dixième place avec 150 Millions €. 
Mais la société ne dépose pas son bilan au greffe depuis plusieurs années. Le chiffre d'affaires s'est avéré sur-estimé.